# Mejdi Traoui
Mejdi Traoui (* 13. Dezember 1983 in Sousse, Tunesien) ist ein ehemaliger tunesischer Fußballspieler, der im defensiven Mittelfeld spielt.

## Karriere
Traoui begann seine Karriere bei Étoile Sportive du Sahel, wo er 2007 tunesischer Meister wurde. Außerdem konnte er den CAF-Pokal 2006 sowie 2007 die CAF Champions League gewinnen. Später nahm er am Afrika-Cup 2008 in Ghana teil, wo er bei drei von vier Spielen der Tunesier durchspielte. Im Gruppenspiel gegen den Senegal konnte er den 2:2-Ausgleich erzielen. Tunesien schied im Viertelfinale aus.
2008 wechselte er ablösefrei zu FC Red Bull Salzburg nach Österreich, wo er anfangs nur gegen den SV Grödig bei den Salzburger Amateuren zum Einsatz kam. Am 3. August 2008 feierte er sein Debüt in der Kampfmannschaft gegen LASK Linz. Salzburg gewann das Spiel 1:0. Nach nur einem weiteren Einsatz in der Bundesliga und vier in der Amateurmannschaft in der Ersten Liga wechselte Traoui im Januar 2009 leihweise bis Sommer in die Saudi-Arabien zu al-Wahda unter dem österreichischen Trainer Josef Hickersberger. Anschließend kehrte er wieder zu Salzburg zurück, wo er im Herbst in der Amateurmannschaft eingesetzt wurde. Zur Winterpause 2009/10 einigte er sich mit Salzburg auf eine Vertragsauflösung und wechselte wieder in seine Heimat zu Espérance Tunis. Dort spielte er bis zu seinem Karriereende im Jahr 2014. Während dieser Zeit gewann er viermal die tunesische Meisterschaft.
Für Tunesien spielte er 41 Mal und erzielte ein Tor.